# العقم عند الرجل
العقم عند الرجل حالة مرضية تعني عدم قدرة الرجل على إحداث الحمل لدى المرأة. وفي حالات البشر تشير التقارير إلى ان هذه الحالة تشكل بين 40- 50% من حالات العقم. معظم حالات العقم عند الرجال محصورة في قصور في السائل المنوي، ونوعيته. في حوالى 23% من حالات العقم عند الرجال غير معروفة الأسباب إلى الآن.

## الأسباب
1- أسباب تتعلق بالغدد:
- -تأخر مرحلة النضوج أو البلوغ لدى الطفل أثناء نموه إلى رجل.
- - نقص إنتاج هرمون L.H & F.S.H , بسبب خلقي مثل قصور الغدد التناسلية(Hypogonadism)المصاحب لمتلازمة كالمان.
- - أسباب تلف في الغدة النخامية او الهايبوثلاموس أو كلتاهما كالتعرض لإصابة شديدة أو التعرض إلى إشعاع أو الإصابة بورم أو إجراء جراحي في الغدتين أو تناول أدوية تكون لها مضاعفات عليها.
- - ارتفاع نسبة هرمون الحليب في جسم الرجل، وقد يكون السبب في ذلك إصابة الغدة النخامية بورم الغدة النخامية أو تأثر الغدة النخامية بدواء معين.
- - إصابة بالغدد الصماء.
- - انخفاض في هرمون الذكورة هرمون تيستوستيرون وارتفاع هرمون FSH & LH يدل على عجز الخصية الأولى ويسمى قصور الغدة التناسلية.

2- أسباب تتعلق بالخصيتين:
- خلل في الجينات أو الكروموسومات مثل متلازمة كلينفيلتر ويكون خلل الكروموسومات إما بسبب عدم نزول الخصيتين إلى كيس الصفن أي الخصيتين الهاجرتين مما قد يسبب تلفيهما.
- عدم وجود الخصيتين.
- دوالي الخصية في هذه الحالة تظهر وجود أوردة متضخمة حول البربخ، والإصابة بالدوالي قد تقلل من إنتاج الحيوانات المنوية أو تؤثر على نوعيتها، وتأثير دوالي الخصية مازال موضع اختلاف بين الباحثين والأطباء حول مدى أهميتها.
- التهاب الخصية.

3-الإصابة بمرض عضوي مزمن يؤثر على إنتاج الحيوانات المنوية مثل مرض مزمن في الكلى أو في الكبد.
4-أسباب خلقية ومنها:
- - جهاز المناعة: إذا كانت الأجسام المضادة داخل جسم الرجل تعمل على قتل الحيوانات المنوية.
- - تشوه أو خلل في البربخ.الذي قد يؤدي إلى عدم تخلق القنوات المنوية الناقلة أو عدم تخلق الحويصلات المنوية.
- - انسداد خلقي في القنوات المنوية.
- - انسداد خلقي مصاحب لتوسع بالقصبات الهوائية بالرئتين.

5- التهابات شديدة، تؤدي إلى تثخن وانسداد في البربخ.
6-التهابات بالحويصلات المنوية.
7-التهابات بالبروستات.
8-البكتريا والجراثيم والتي قد تصيب الجهاز التناسلي ومنها العنقوديات، السل، السيلان، التراخوما، اللاهوائيات، الكلاميديا.
- قطع الحبل المنوي كما في عملية قطع الحبل المنوي، لمنع الحمل من ناحية الرجل.
9- خلل في الجماع.
10- عدم حصول الجماع في الأوقات المناسبة للحمل.
11- عدم حصول الانتصاب نتيجة أسباب عدة منها نفسية، أسباب تتعلق بالجهاز العصبي أو خلل في الأوعية الدموية أو بسبب تعاطي أدوية معينة.
12- استعمال مراهم في عملية الجماع تقتل الحيوانات المنوية.
13-تشوه خلقي في وجود فتحة خروج السائل المنوي حيث يمكن أن تكون في غير مكانها الطبيعي.
14- تشوه خلقي في شكل القضيب.
15- القذف العكسي أو القذف إلى الوراء عندما يحدث السائل المنوي، والذي عادة ما يتم القذف عن طريق مجرى البول يتم إعادة توجيه إلى المثانة البولية والعضلة العاصرة للمثانة تنعقد قبل القذف مما يسبب خروج السائل المنوي عن طريق مجرى البول، الطريق الذي يكون أقل ضغطا.في هذه الحالة يتدفق المني إلى المثانة عند القذف بدل من خروجه.
16- أسباب مكتسبة:- نتيجة إصابة الأعصاب. - إصابة النخاع الشوكي، كسر الحوض، إجراء عمل جراحة للحوضو الإصابة بمرض السكري. جراحة البروستات. جراحة عنق المثانة. توسيع قناة البول.استعمال بعض العقاقير التي تؤثر على السائل المنوي وتضعفه مثل تناول بعض العقاقير مثل:سبيرونولاكتون السيكلوسبورين، كولشيسين، ألوبيورينول، سبيرونولاكتون، المخدرات كالماريجوانا والكحول خصوصاً إذا اسُتعملت بكميات كبيرة فإنها تبطئ إنتاج الحيوانات المنوية، وتؤثر عليها.
- التعرض لبعض المواد الكيماوية المستعملة في المصانع مثل الرصاص و الزئبق الذي يؤثر على كمية إنتاج الحيوانات المنوية وتضعفها.
- العلاجات الكيميائية للسرطانات.
- التدخين: بحيث أن المدخنين المصابين بدوالي الخصية يكون نسبة إنتاجهم للحيوانات المنوية أقل بخمس مرات مقارنة بغير المدخنين. تأثير الملابس الضيقة
- الحرارة.و ارتداء الملابس الداخلية الضيقة والتعرض لحرارة قوية لفترة طويلة يؤدي إلى نقص عدد الحيوانات المنوية.

.
17- وجود خلل ما في السائل المنوي مثل ضعف النطفة.أو أن يكون السائل المنوي شديد أو قليل الكمية وضعيف.
18- الأمراض التي تنتقل عن طريق الجنس مثل السيلان والزهري.
19- خلل في السائل المنوي الذي تنتجه الغدة المنوية والبروستات مثل نقص الفركتوز.
20- بعض الأمراض المناعية مثل وجود أضداد للحيوانات المنوية سواء عند الرجل أو المرأة.
21- أسباب أخرى مثل سرطان الخصية وإصابة الخصية إصابات مؤثرة وبعض الأمراض مثل أمراض الكلى المزمنة والحمي الميكروبية.
22- وجود خلل في قدرة الحيوانات المنوية على التلقيح، وذلك ربما يتعلق بالاسباب التالية:
- لزوجة السائل المنوي الزائدة عن الطبيعي.
- وجود الحيوانات المنوية لفترة طويلة في بلازما السائل المنوي.
- عوامل مثبطة للحيوانات المنوية في السائل المنوي مثل: نقص الانزيمات، تقيحات بالسائل المنوي، نقص الزنك في البلازما، نقص المادة اللازمة لحركة الحيوانات المنوية أو نقص استعمال الحيوانات المنوية لها، تشوه غشاء الحيوانات المنوية، اضطراب في عمل الكالسيوم. نقص في البايكربونات اللازمة لحركة الحيوانات المنوية أو وجود نسبة غير طبيعية من البروستاجلاندين.
البايكربونات
23-ارتفاع ضغط الدم قد يفسد الأوعية الدموية في القضيب بحيث تقل درجة انتصابه.
24-السمنة.والتي ربما تصعب من عملية الاتصال الجنسي، كما يعمل انسداد الشرايين على عدم الانتصاب الكامل للقضيب.

## العلاج
العلاج يتم بمحاولة معرفة السبب وعلاجه ويتلخص بما يلي:
1- تغيير العادات المتبعة في أسلوب الحياة مثل:
ب. تغيير البيئة:
- عدم التعرض للمواد الكيمائية مثال عمال بعض المصانع.
- التوقف عن الأدوية التي تؤثر على الحيوانات المنوية.
- الابتعاد عن التدخين.
- الابتعاد عن شرب الكحول بكميات كبيرة.
- الابتعاد عن مصادر الحرارة العالية.
- عدم لبس الملابس الداخلية الضيقة.
2- علاجات لتحفيز إنتاج الحيوانات المنوية وتحسين عملها:
أ- العلاج الطبي:
- العلاج الهرموني يتم استعمال أنواع مختلفة لمحاولة زيادة كمية الحيوانات المنوية مثال.
- الزنك، يستعمل لمحاولة زيادة حركة الحيوانات المنوية والاستجابة للعلاج محدودة وتختلف من رجل لآخر.
- المضادات الحيوية في حالات التهابات الجهاز التناسلي المزمنة.
- العلاجات الحيوية في حالات التهابات الجهاز التناسلي المزمنة.
- العلاجات الأخرى مثل الفيتامينات لم تظهر أي نتائج مشجعة.

ب – العلاج الجراحي: ويكون عن طريق إجراء جراحي مثل علمية لإصلاح دوالي الخصية.
3- إصلاح طرق وصول الحيوانات المنوية إلى البويضة، مثل إعادة توصيل الحبل المنوي، إصلاح انسداد البربخ سواء كان الانسداد خلقي أو ناتج عن التهاب، استعمال حويصلة صناعية وذلك لتجميع السائل المنوي في بعض الحالات مثل انعدام وجود الحبل المنوي، سحب الحيوانات المنوية من البربخ أو من الخصية أو وإجراء عملية الحقن المجهري للبويضة.
4- علاج عدم الانتصاب عندما يكون السبب في العقم وذلك عن طريق:
1- حقن القضيب بمواد معينة مثال البروستاجلاندين.
2- علاجات لتخفيض مستوى هرمون البرولاكتين مثال عندما تكون هذه الحالة هي السبب في مشاكل الانتصاب.
3- علاج الأمراض الطبية التي تسبب ضعف الانتصاب مثال السكري، أمراض الغدة الدرقية، الصرع.
4- أجراء جراحة لشرايين القضيب لزيادة كمية الدم المتدفق للقضيب في حالة وجود خلل في الشرايين كما يحدث عند مرضى السكري أو المدخنين.
5- استعمال أجهزة لتحقيق الانتصاب، مثل الأجهزة الشفاطة.
6- وضع قضيب بلاستيكي داخل القضيب.
7- القاذف المنوي الكهربائي وذلك بإثارة الأعصاب المسؤولة عن القذف بذبذبات كهربائية موضعية وعند الحصول على السائل المنوي يستخدم في عمليات الإخصاب الصناعي سواء بالحقن داخل الرحم أو عملية طفل الأنبوب أو الحقن المجهرية للبويضة.
ج- علاج حالات مشاكل القذف:
1- حالات القذف المبكر.
2- حالات عدم القذف تعالج حسب سببها وكذلك بالقاذف الكهربائي.
3- حالات القذف العكسي تعالج كذلك حسب سببها ويمكن:
4- استعمال أدوية لمحاولة تعديل عملية القذف.
5- استعمال الحيوانات المنوية الموجودة في البول لإجراء الحقن الصناعي بعد تحضيرها بالمختبر.
6- القاذف المنوي الكهربائي.
7- إجراء جراحة لإصلاح الخلل في الصمام لمنع القذف العكسي.
نصائح وإرشادات لمحاولة تفادي بعض العوامل التي تساعد على تقليل عدد الحيوانات المنوية:
- الابتعاد عن التدخين وشرب الكحول بكثرة.
- الابتعاد على مصادر الحرارة العالية.
- عدم لبس الملابس الداخلية الضيقة.
- عدم التعرض للمواد الكيمائية مثل عمال المصانع (التي تؤثر على الحيونات المنوية)